# أولاد البشير (لعوادين)
أولاد البشير هو دُوَّار يقع بجماعة أولاد ستوت، إقليم الناظور، جهة الشرق في المملكة المغربية. ينتمي الدوّار لمشيخة لعوادين التي تضم 13 دوار. يقدر عدد سكانه بـ 429 نسمة حسب الإحصاء الرسمي للسكان والسكنى لسنة 2004.

## روابط خارجية
- البوابة الوطنية للجماعات الترابية
- المندوبية السامية للتخطيط